# Organización territorial de la Federación de Bosnia y Herzegovina

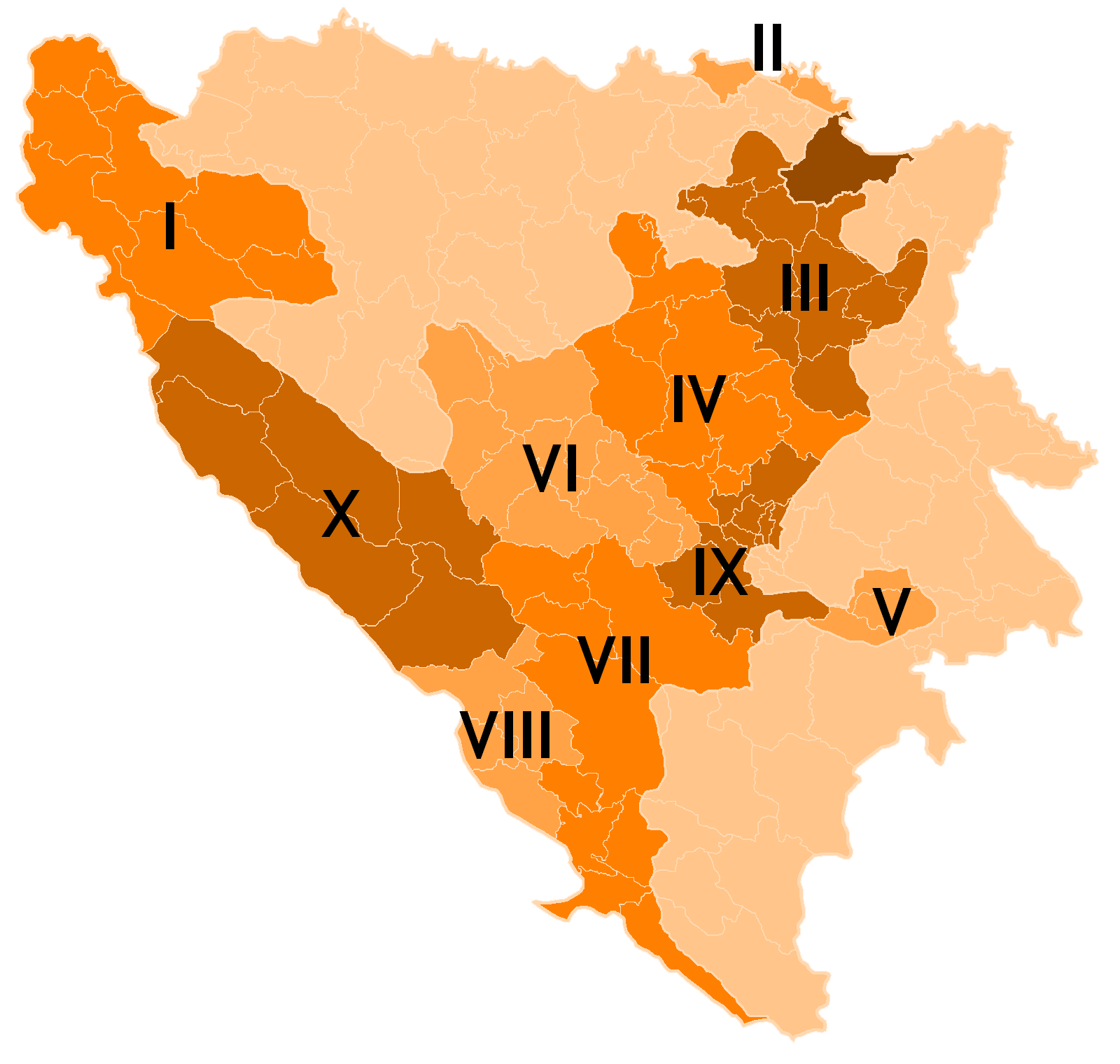
Mapa detallando, en números romanos, los cantones de la federación y sus respectivas municipalidades.

La Federación de Bosnia y Herzegovina se encuentra subdividida en diez cantones. A su vez, éstos cantones están divididos internamente en numerosas municipalidades.

## Cantones
| #    | Cantón                    | Nombre oficial                     | Capital       |
| ---- | ------------------------- | ---------------------------------- | ------------- |
| I    | Una-Sana                  | Unsko-Sanski Kanton                | Bihać         |
| II   | Posavina                  | Posavski Kanton                    | Orašje        |
| III  | Tuzla                     | Tuzlanski Kanton                   | Tuzla         |
| IV   | Zenica-Doboj              | Zeničko-Dobojski Kanton            | Zenica        |
| V    | Podrinje Bosnio           | Bosanskopodrinjski Kanton          | Goražde       |
| VI   | Bosnia Central            | Srednjebosanski Kanton             | Travnik       |
| VII  | Herzegovina-Neretva       | Hercegovačko-neretvanski Kanton    | Mostar        |
| VIII | Herzegovina Occidental    | Zapadnohercegovački Kanton         | Široki Brijeg |
| IX   | Sarajevo                  | Kanton Sarajevo                    | Sarajevo      |
| X    | Herzeg-Bosnia (Cantón 10) | Hercegbosanska županija, Kanton 10 | Tomislavgrad  |

## Municipalidades
A continuación aparece una lista con todas aquellas municipalidades que subdividen internamente a la Federación de Bosnia y Herzegovina:
| - Banovići - Bihać - Bosanska Krupa - Bosanski Petrovac - Bosansko Grahovo - Breza - Bugojno - Busovača - Bužim - Čapljina | - Cazin - Čelić - Centar - Čitluk - Doboj Istok - Doboj Jug - Dobretići - Domaljevac-Šamac - Donji Vakuf - Drvar | - Foča-Ustikolina - Fojinica - Glamoč - Goražde - Gornji Vakuf-Uskoplje - Gračanica - Gradačac - Grude - Hadžići - Ilidža | - Ilijaš - Jablanica - Jajce - Kakanj - Kalesija - Kiseljak - Kladanj - Ključ - Konjic - Kreševo | - Kupres - Livno - Ljubuški - Lukavac - Maglaj - Mostar - Neum - Novi Grad - Novo Sarajevo - Novi Travnik | - Odžak - Olovo - Orašje - Pale-Prača - Posušje - Prozor-Rama - Ravno - Sanski Most - Sapna - Široki Brijeg | - Srebrenik - Stari Grad - Stolac - Teočak - Tešanj - Tomislavgrad - Travnik - Trnovo - Tuzla - Usora | - Vareš - Velika Kladuša - Visoko - Vitez - Vogošća - Zavidovići - Zenica - Žepče - Živinice |